# Limerick (Maine)
Pour les articles homonymes, voir Limerick (homonymie).
Limerick est une ville américaine située dans le comté de York, dans le Maine. Selon le recensement de 2020, sa population est de 3 188 habitants.